# Jakubowski Potok
Jakubowski Potok – potok, prawy dopływ Bystrej o długości 2,54 km i powierzchni zlewni 2,26 km².

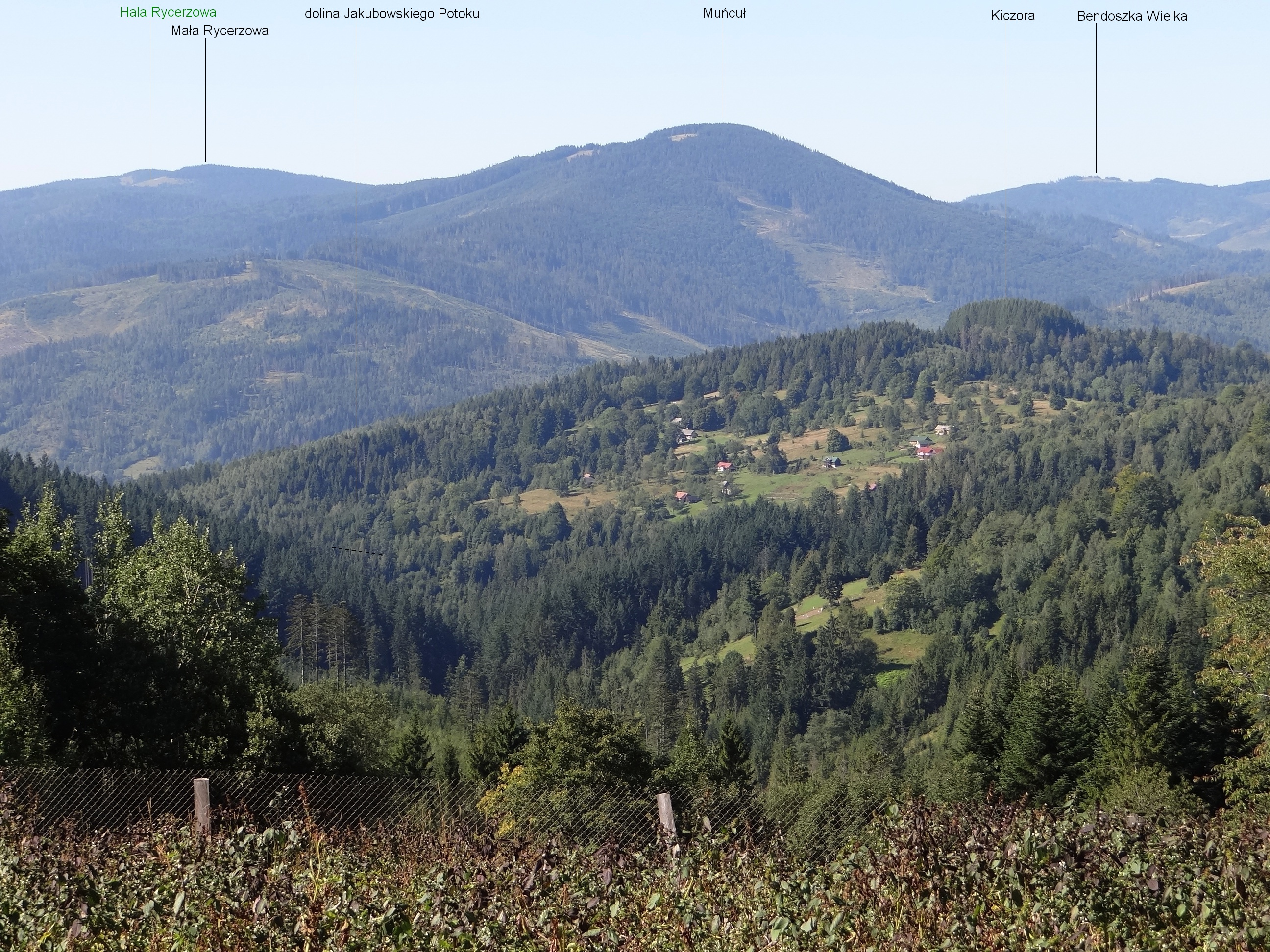
Dolina Jakubowskiego Potoku

Potok płynie w Beskidzie Żywieckim. Ma źródła na wysokości około 820 m na południowo-zachodnim grzbiecie Redykalnego Wierchu. Spływa w południowym kierunku rozcinając dolną część grzbietu. W źródliskowej części Jakubowskiego Potoku znajduje się należący do miejscowości Złatna przysiółek Zapolanka. Na wysokości 592,9 m, u wschodnich podnóży Kiczory Jakubowski Potok uchodzi do Bystrej.